# Иди, Эрик
Эрик Иди (англ. Eric Thomas Eady, 5 сентября 1915, Илинг, Большой Лондон — 26 марта 1966, Гилфорд) — британский исследователь-метеоролог и автор модели бароклинной неустойчивости Иди, моделирующей бароклинное формирование погодных систем. 
Иди родился в Илинге и учился в колледже Илинга, Хаммерсмита и Западного Лондона. Он получал стипендию в колледже Христа в Кембридже, где в 1935 году получил степень бакалавра наук по математике. В 1937 году он стал синоптиком в Метеорологической службе Великобритании. В 1946 году он ушёл в отставку, чтобы начать работу над докторской диссертацией по математике в Имперском колледже Лондона. Его диссертация 1948 года называлась «Теория развития в динамической метеорологии» и была ранней работой по атмосферной нестабильности и развитию погодных систем. В более поздние годы своей карьеры Иди расширил круг своих интересов, включив в него океанографию.
В последние годы своей жизни он впал в депрессию из-за своей карьеры и изолировал себя от своего круга общения. В 1966 году он умер в Королевской больнице округа Суррей в возрасте 50 лет от передозировки снотворного.